# Moya Dyring
Moya Dyring (10 février 1909-4 janvier 1967) est une artiste australienne. Elle est l'une des premières femmes artistes à adopter le modernisme et à exposer des peintures cubistes à Melbourne. Pendant plusieurs années, elle est membre de la communauté d'art moderne connue sous le nom de Cercle de Heide, du nom de la maison des collectionneurs d'art John et Sunday Reed, et maintenant du Heide Museum of Modern Art. Dyring se rend ensuite aux États-Unis et en France, où elle vit la majeure partie de sa vie. Son travail est conservé au Heide Museum ainsi qu'à la Galerie nationale d'Australie.

## Jeunesse et éducation
Moya Clare Dyring est née à Coburg, Victoria en 1909, le troisième enfant de Carl Peter Wilhelm Dyring, médecin, et de sa seconde épouse Dagmar Alexandra Esther, née Cohn. La famille déménage à Brighton, une banlieue de Melbourne, en 1920. Moya fait ses études (1917-1927) à la Firbank Church of England Girls' Grammar School, à Brighton.
Après avoir visité Paris en 1928, elle étudie à la National Gallery of Victoria Art School (NGV), Melbourne, de 1929 à 1932, où elle rencontre son futur mari Sam Atyeo (en), un artiste résidant à Paris. Après NGV, Moya étudie auprès de George Bell à la Bourke Street Studio School à Melbourne. Bell et Atyeo l'encouragent à expérimenter le modernisme. Sunday Reed étudie également à l'école de Bell à l'époque.

## Carrière
Pendant plusieurs mois en 1937, Dyring prend en charge Heide, la maison et le jardin des mécènes John et Sunday Reed, à Bulleen, une banlieue de Melbourne. Dyring fait partie de la communauté artistique qui se développe autour de Heide, le Cercle de Heide et développe une forte amitié avec Sunday Reed et avec l'artiste Joy Hester. Le mari de Dyring, Sam Atyeo, a une liaison avec Sunday Reed et plus tard, Dyring a une liaison avec le mari de Sunday, John. Une grande partie de ce que l'on sait de la vie de Dyring vient de ses lettres à Sunday Reed.
Son exposition personnelle à la Riddell Gallery de Melbourne en juin 1937 est un succès. John et Sydney Reed achètent une œuvre de cette exposition.
En août 1937, Dyring s'embarque pour le Panama, puis se rend à New York. Elle n'aime pas le travail des artistes américains contemporains et s'embarque pour la France. En 1938, elle s'installe à Paris, profitant des contacts d'Atyeo au sein de l'avant-garde. Elle étudie à l'Académie Colarossi, à l'Académie de la Grande-Chaumière et avec André Lhote.
En 1939, elle et Atyeo s'installent dans une ferme à Vence, en France. Atyeo accepte plus tard une mission à la Dominique, aux Antilles, et quitte Dyring à Vence. Au début de la guerre, elle est évacuée vers l'Australie via l'Afrique du Sud, où elle peint et tente d'étudier l'art tribal.
D'Australie, Dyring se rend à la Dominique où elle épouse Atyeo. Atyeo se voit proposer du travail aux États-Unis et Dyring l'y suit. Ils ne sont pas contents et elle ne peint pas. En 1946, Dyring revient seule à Paris et ils divorcent en 1950. À Paris, elle achète un appartement où elle accueille des Australiens et se lie d'amitié avec de nombreux artistes australiens en visite. L'appartement est connu comme chez Chez Moya.
En 1961, Dyring organise la soumission australienne à la Biennale de Paris. Elle retourne en Australie cinq fois (jusqu'en 1963) et expose dans plusieurs villes à chaque visite.
Elle reste en contact avec les Reed jusqu'à sa mort d'un cancer en 1967 à Wimbledon, Londres. Après sa mort, des amis acquièrent un atelier à la Cité Internationale des arts à Paris, et la Art Gallery of New South Wales accorde chaque année des locations de deux mois aux artistes.

## Travaux
Dyring réalise des dessins, des peintures à l'huile et des pastels.
L'une de ses premières œuvres (de style cubiste) Melanctha, 1934, est acquise par Sunday Reed. En 1934, Dyring peint également le Portrait de Sunday Reed qui entre dans la collection Reed, ainsi qu'un Portrait de femme de style cubiste de la même année.
Alors que ses premières œuvres sont figuratives ou cubistes, en France, elle se tourne vers le paysage lors de ses voyages dans diverses villes de France. Dans ses dernières années, incapable de voyager, elle peint des enfants sur fond de Paris.
Au fil du temps, elle est largement ignorée et exclue des grandes expositions d’artistes, en particulier de femmes artistes, des années 30, 40 et 50. En 2002, à l'Université de Melbourne, Gaynor Patricia Cuthbert se penche sur sa vie et son œuvre pour une thèse de doctorat, contribuant ainsi à attirer l'attention sur son travail.
Le Musée d'Art Moderne de Heide possède de nombreuses peintures et dessins, certains acquis grâce à la collection John et Sydney Reed. La National Gallery of Australia, Canberra comprend un dessin. La galerie d'art de Nouvelle-Galles du Sud possède plusieurs œuvres.